# Precetto
Il precetto (praeceptum legis in latino) è inteso come comando o divieto di compiere una data azione o omissione. La loro applicazione presuppone il precetto giuridico: prima che la norma dispieghi i suoi effetti, il momento interpretativo della norma parte dal precetto quale antecedente necessario.

## Nel diritto penale
Il precetto contiene la fattispecie astratta, cioè la descrizione del fare o non fare, e assume la forma di un comando nei reati a condotta omissiva e di divieto nei reati a condotta commissiva. Ad esso è giustapposta la sanzione, secondo un nesso di causalità non derivante dalla natura (causalità ontologica) ma dalla società (causalità deontologica).

## L'atto di precetto nel diritto processuale civile
Il precetto è un atto che necessariamente deve precedere l'esecuzione forzata. La responsabilità cui il precetto fa riferimento è quella personale ex 1218 c.c., la quale ha funzione preparatoria della responsabilità patrimoniale ex 2740 c.c., che permette l'esperimento dell'esecuzione forzata per la realizzazione coattiva del debito. Esso ha la funzione di spingere il debitore ad adempiere, seppure forzatamente, l'obbligazione rimasta inadempiuta. In altre parole è un "ultimatum" che il creditore rivolge al debitore, e se costui non dovesse raccogliere tale invito all'adempimento spontaneo, il creditore avrà la possibilità di iniziare l'esecuzione forzata nei confronti dell'inadempiente.